# Мартін Шулек
Мартін Шулек (словац. Martin Šulek, нар. 15 січня 1998, Тренчин) — словацький футболіст, захисник клубу «Спартак» (Трнава).
Виступав, зокрема, за клуб «Тренчин», з яким став чемпіоном та володарем Кубка Словаччини, а також національну збірну Словаччини.

## Клубна кар'єра
Народився 15 січня 1998 року в місті Тренчин. Вихованець футбольної школи клубу «Тренчин». 20 вересня 2015 року дебютував за першу команду у чемпіонаті Словаччини у поєдинку проти столичного «Слована» (0:0). Мартін з'явився на полі в основному складі й був замінений на 72-й хвилині на Якуба Голубека. Мартін швидко став основним гравцем і одним із лідерів оборони «Тренчина». За підсумками дебютного сезону разом із «Тренчином» чемпіоном Словаччини та володарем Кубка Словаччини. Загалом у рідній команді провів шість з половиною сезонів, взявши участь у 144 матчах чемпіонату. Більшість часу, проведеного у складі «Тренчина», був основним гравцем захисту команди.
У січні 2022 року Шулек перейшов у «Середь», де провів весняну частину сезону 2021/22, зігравши в 11 зустрічах, після чого у травні 2022 року підписав контракт із польською командою «Вісла» (Плоцьк). У новій команді словак провів один сезон, але «Вісла» посіла 16 місце і вилетіла з Екстракляси
23 червня 2023 року Шулек повернувся на батьківщину і підписав дворічний контракт зі «Спартаком» (Трнава).

## Виступи за збірні
2015 року дебютував у складі юнацької збірної Словаччини (U-17), загалом на юнацькому рівні взяв участь в 11 іграх.
Протягом 2017—2020 років залучався до складу молодіжної збірної Словаччини. На молодіжному рівні зіграв у 17 офіційних матчах.
8 січня 2017 року дебютував в офіційних іграх у складі національної збірної Словаччини в товариському матчі проти Уганди (1:3), де був замінений на Юрая Котулу на початку другого тайму. Через чотири дні вийшов у стартовому складі у матчі проти Швеції (0:6) і відіграв усю гру.
| Дата      | Місто    | Господарі  | Результат | Гості      | Турнір           | Голи | Примітки |
| --------- | -------- | ---------- | --------- | ---------- | ---------------- | ---- | -------- |
| 8-1-2017  | Абу-Дабі | Словаччина | 1 – 3     | Уганда     | товариський матч | -    | 46'      |
| 12-1-2017 | Абу-Дабі | Швеція     | 6 – 0     | Словаччина | товариський матч | -    |          |
| Усього    |          | Матчів     | 2         |            | Голів            | 0    |          |

## Титули і досягнення
- Чемпіон Словаччини (1):

«Тренчин»: 2015/16
- Володар Кубка Словаччини (2):

«Тренчин»: 2015/16, 2024/25